# Duplexüberschiebung

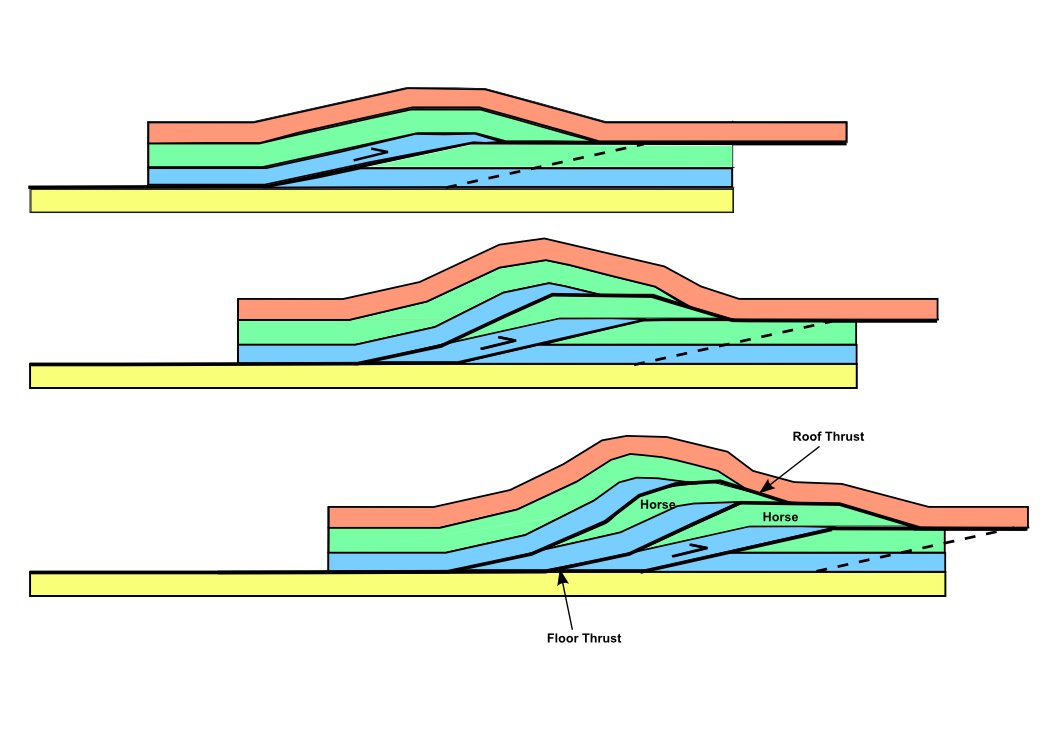
Prinzipdarstellung der Duplexüberschiebung-Entwicklung

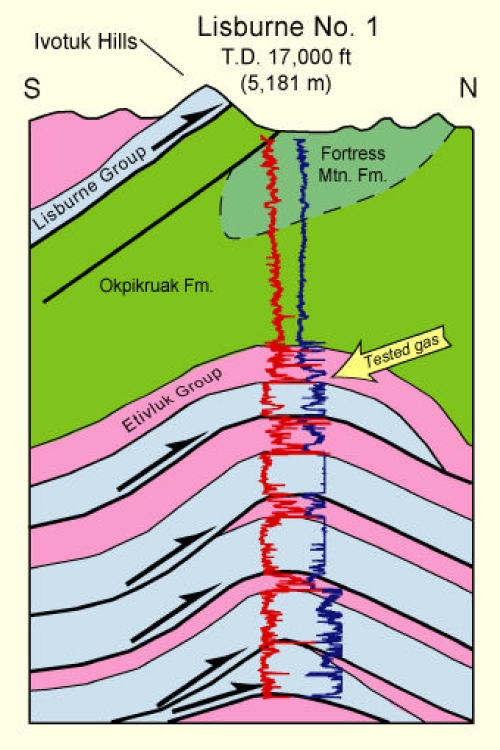
Beispiel eines Antiformal stack of thrust imbricates proved by well Lisburne No.1, Brooks Range Foothills, Alaska

Querschnitt durch den Glencoul Thrust bei Assynt, Schottland mit einem Schuppenstapel

Eine Duplexüberschiebung ist ein geologisches Verwerfungsstem, das besondere Ausformungen von Überschiebungssystemen darstellt. Sie tritt prinzipiell auf, wenn in einer Sedimentabfolge mehrere annähernd parallele Décollement-Flächen zwei feste Schichten, z. B. von Sandsteinen, von einer weichen Schicht, z. B. von Tonen, getrennt sind, und ein tektonischer Schub entlang der unteren Bodenverwerfung (floor thrust) die obere Schicht anschneidet und eine Rampe innerhalb der oberen Schicht bildet, die wiederum mit der Dachverwerfung (roof thrust) in die obere Abdeckung (antiformal stuck) übergeht.
Bei fortgesetztem Schub bilden sich dann weitere subparallele Rampen, die einen Schuppenstapel bilden. Das Endergebnis ist in der Regel ein rautenförmiger Duplex mit S-förmigen, losgelösten Gesteinsscheiben, die systematisch gestapelt sind. Die einzelnen Schuppenscheiben werden als Imbrikate oder Pferde (horses) bezeichnet. Typischerweise bilden die Pferde von vorne nach hinten einen immer größeren Winkel zwischen den Dach- und Bodenverwerfungen. Im Gegensatz zu einem imbrikaten Fächer ist ein Überschiebungsduplex innerhalb der Sedimentabfolge enthalten. Die Rampen können zu sehr steilen antiformalen Stapeln empor gedrückt werden. Duplexing ist ein sehr effizienter Mechanismus, um die Verkürzung der Kruste durch Verdickung des Querschnitts statt durch Faltung und Verformung auszugleichen. Eine gut untersuchte Duplexstruktur ist der Glencoul Thrust und der Moine Thrust, NW Schottland, ebenso wie die des Niedrigen Himalayas.

## Duplexbildung
Die Bildung der Duplexbildung wird ausgelöst, wenn die Vorwärtsausbreitung eines Schubs durch eine Störung oder einen Haltepunkt behindert wird. Der Schub wird gezwungen, zu einem höheren Gleithorizont hochzufahren. Mit fortgesetzter Verschiebung auf dem Schub werden im Fuß der Rampe höhere Spannungen entwickelt, die ein Hindernis für die horizontale Bewegung von Gestein darstellt. Erhöhte Spannungen bewirken eine erneute Ausbreitung des Bodenvorstoßes vor der Rampe entlang des Décollement-Horizonts, bis die Verwerfungsebene erneut einschneidet die Verwerfungsebene wieder einschneidet und sich mit dem Dachschub verbindet. Eine weitere Verschiebung findet dann entlang der neu entstandenen Rampe statt. Dieser Prozess kann sich viele Male wiederholen und bildet eine Reihe von verwerfungsbegrenzten, typischerweise rautenförmigen Pferden.
Die tektonische Verschiebung der Fußwandrampe durch die aufeinanderfolgende Bildung von Überschiebungsschnitten erzeugt die Duplex
Struktur. Die Entstehung jeder neuen Überschiebung wird von einer Rückwärtsdrehung und einem Huckepack"-Transport der früher gebildeten Pferde. Zu den Parametern, die die endgültige Geometrie der des Duplex bestimmen, sind der Rampenwinkel, der anfängliche und der endgültige Abstand der Schübe sowie der Betrag der Verdrängung auf ihnen.

## Morphologie
Es verschiedene Morphologien, die davon abhängen, wann die neuen Pferde im Verhältnis zu den älteren Pferde gebildet werden und vom Ausmaß der Verschiebung der hinteren Pferde in Bezug auf die vorderen Pferde.
- Bei den meisten Duplexen haben die Rampen, die die Pferde begrenzen, relativ kleine Verschiebungen; neue Pferde werden vorne (in Schlupfrichtung) gebildet. Die Rampen und die Pferde neigen sich vom Vorland weg. Die endgültige Geometrie ist eine ins Hinterland des Gebirges abfallende Duplexüberschiebung. Dies ist der häufigste Duplex-Typ.

- Die Verschiebung auf den einzelnen Rampen kann größer sein, so dass Pferde übereinander gestapelt werden und einen antiformalen Stapel bilden, der als Augenlidfenster erscheint, wenn die Hangendscholle erodiert ist.

- Wenn die Rampenverschiebung noch größer ist, können höhere, ältere Rampen reaktiviert werden, um ein älteres Pferd über den antiformalen Stapel der jüngeren Pferde hinweg zu bewegen. Jedes Pferd kann mehr oder weniger senkrecht über dem anderen liegen. Die Geometrie ist ein ins Gebirgsvorland tauchender Duplex und können dadurch eine Vorlandsenke bilden.